# Fontanilles
Fontanilles (spanisch Fontanillas) ist eine Gemeinde in der autonomen Region Katalonien in Spanien in der Provinz Girona mit 168 Einwohnern (Stand: 2024).  Neben dem Hauptort Fontanilles gehört die Ortschaft Llabià zur Gemeinde.

## Lage
Fontanilles liegt etwa 28 Kilometer ostnordöstlich von Girona und etwa 95 Kilometer nordöstlich von Barcelona nahe der Costa Brava in einer Höhe von ca. 45 m. Der Río Ter begrenzt die Gemeinde im Nordwesten. Im Westen des Gemeindegebiets befindet sich der Flugplatz Llabià.

## Bevölkerungsentwicklung
| Jahr      | 1970 | 1981 | 1991 | 2001 | 2011 | 2021 |
| Einwohner | 168  | 140  | 117  | 138  | 161  | 159  |

## Sehenswürdigkeiten
- Burganlage von Fontanilles
- Martinskirche in Fontanilles
- Romanuskirche in Llabià
- Marmeladenmuseum

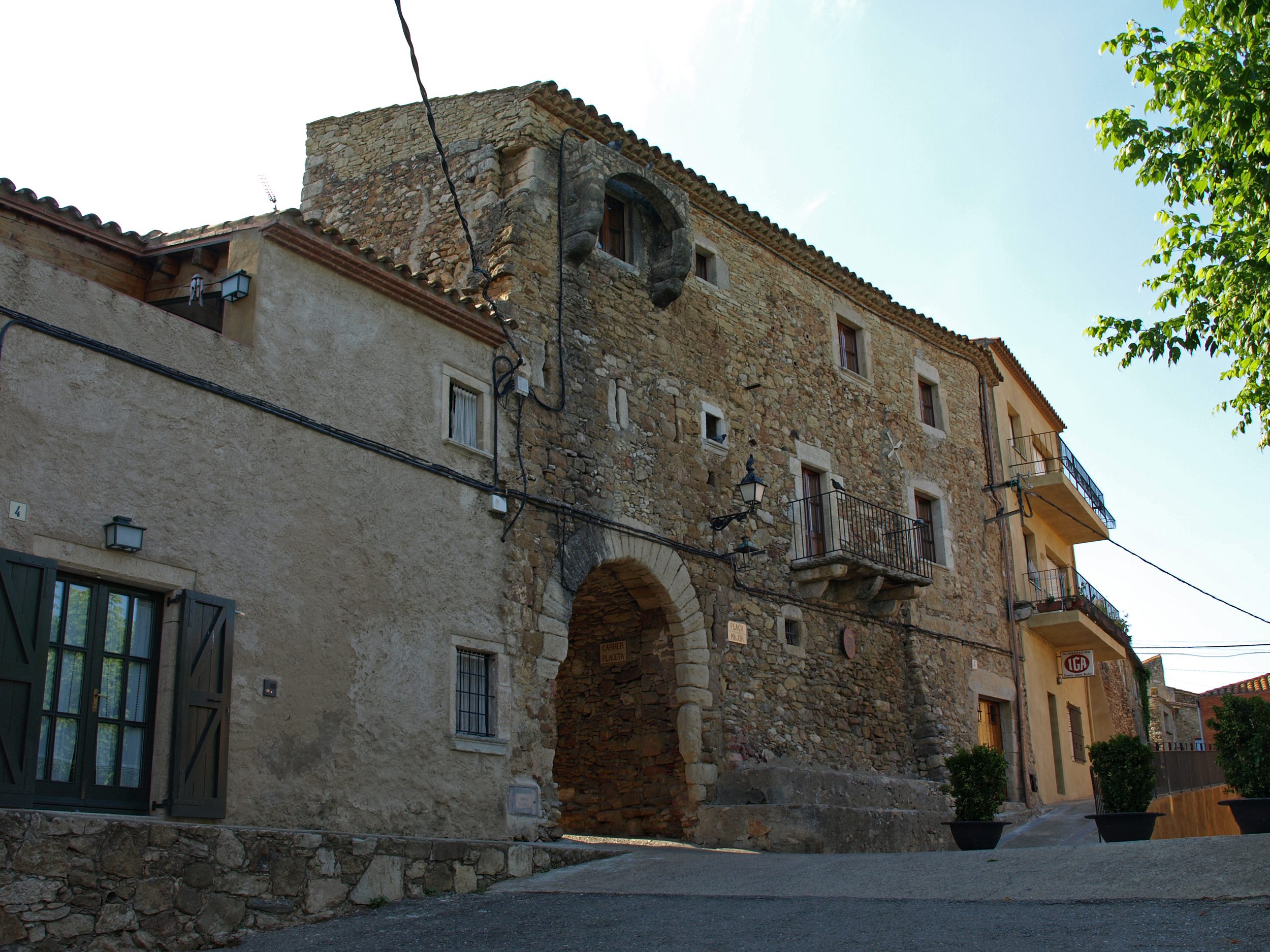
Burganlage
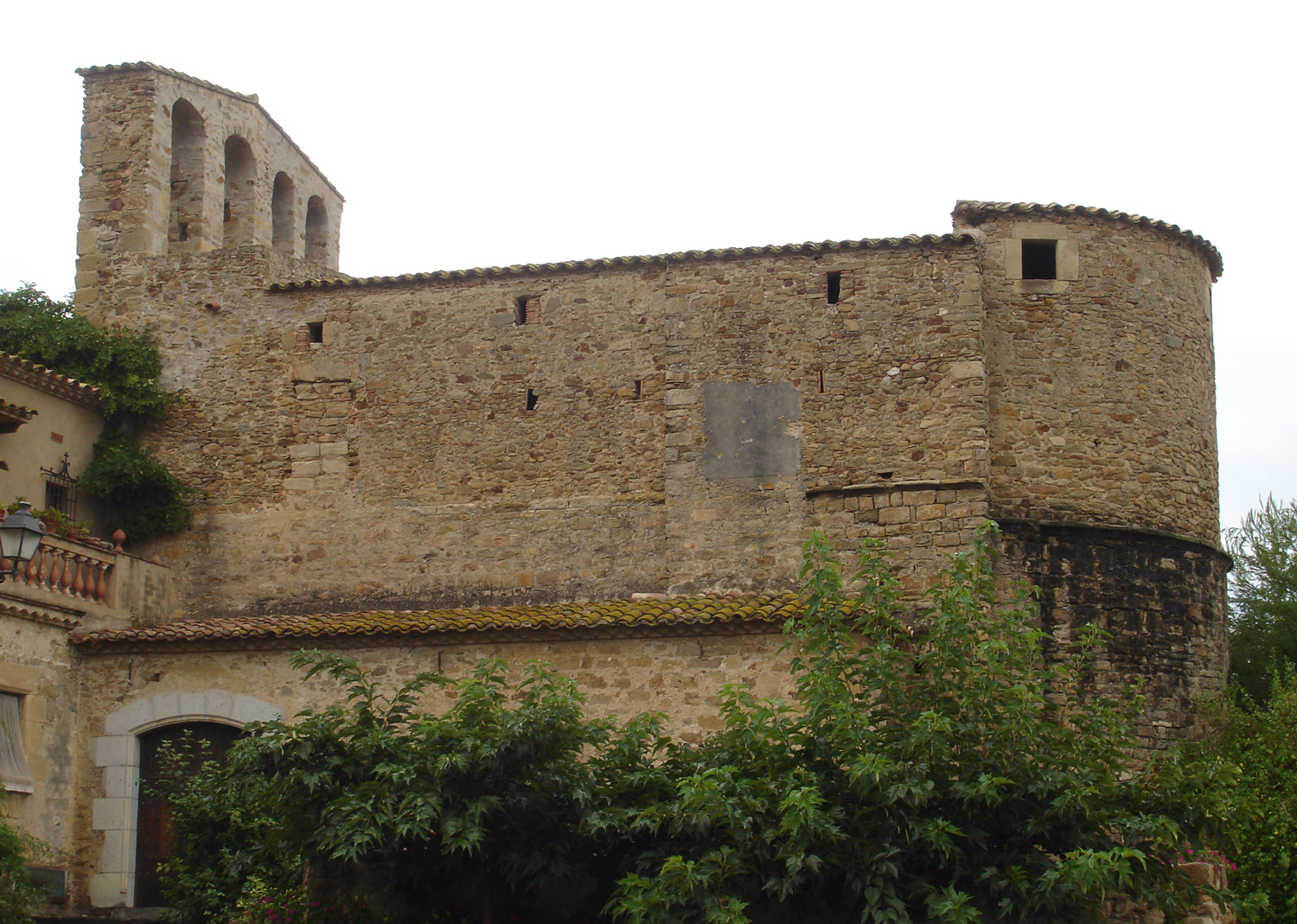
Martinskirche
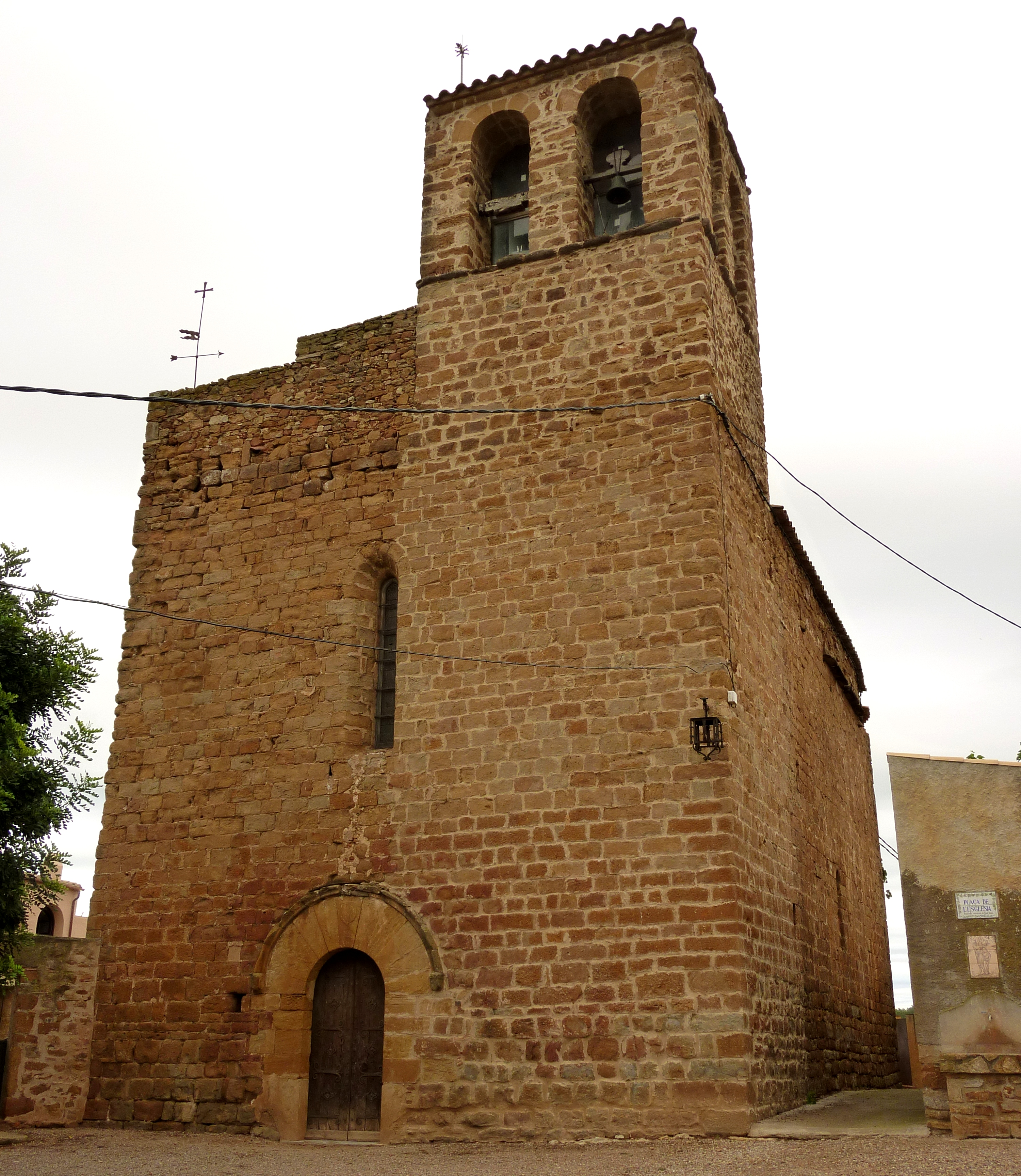
Romanuskirche
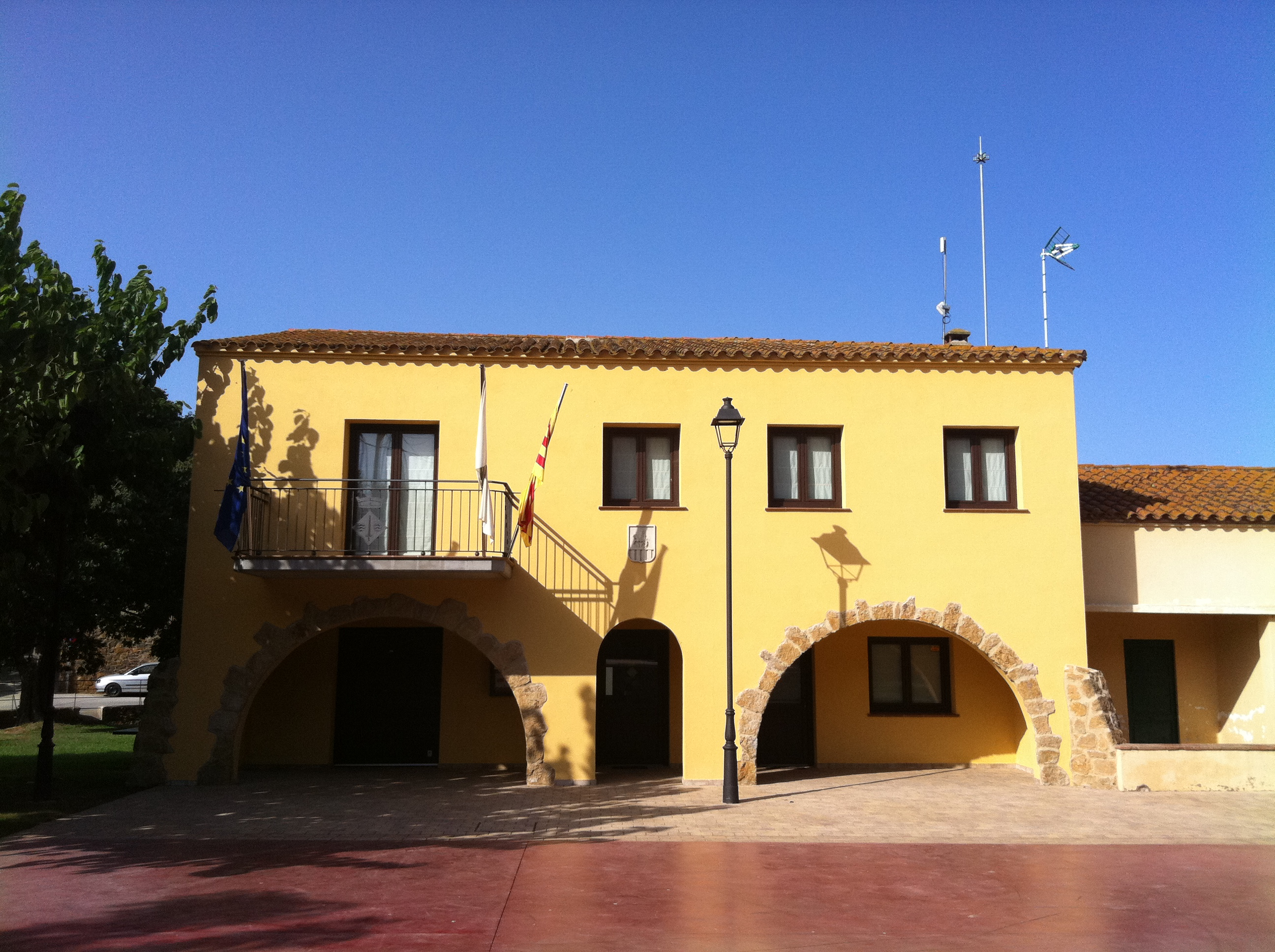
Rathaus